# Filippo Lancellotti
Filippo kardinal Lancellotti, italijanski rimskokatoliški duhovnik, škof in kardinal, * 1733, Rim, † 13. junij 1794.

## Življenjepis
21. februarja 1794 je bil povzdignjen v kardinala.